# Chiesa dell'Assunzione della Vergine Maria (Zlonice)
La chiesa dell'Assunzione della Vergine Maria (in ceco Kostel Nanebevzetí Panny Marie) è la parrocchiale che si trova a Zlonice, comune del Distretto di Kladno, Boemia Centrale in Repubblica Ceca. La chiesa gotica appartiene all'arcidiocesi di Praga ed è stata edificata nella prima metà del XVIII secolo e modificata verso la fine del secolo successivo.

## Storia

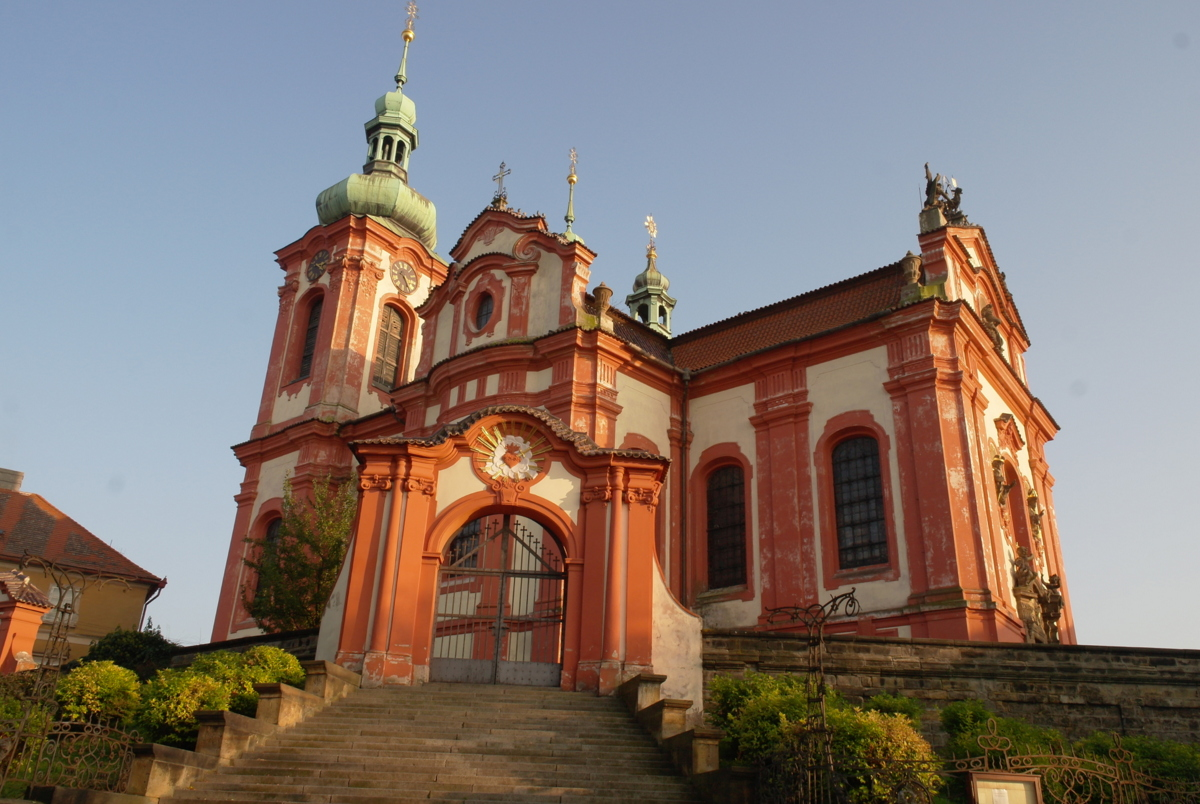
Accesso al terrazzamento sul quale si trova la chiesa, vista nella sua facciata laterale sinistra

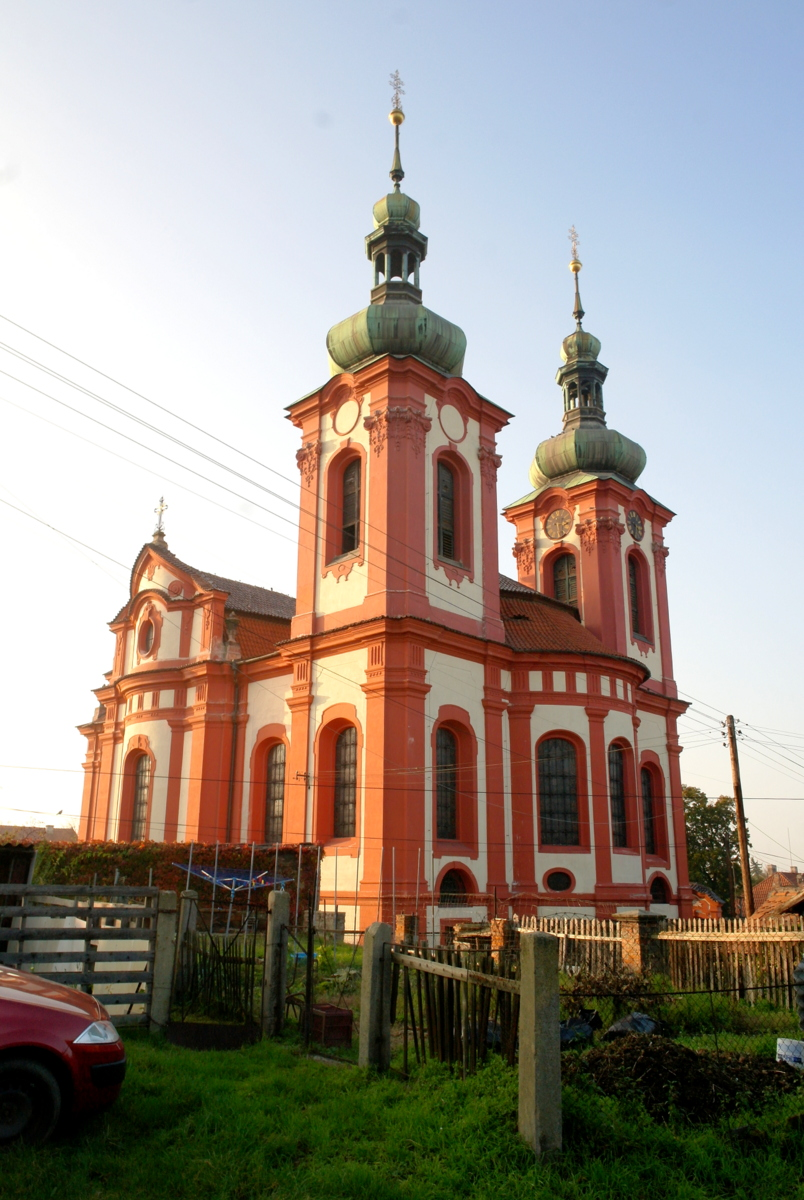
Parte absidale con le due torri campanarie gemelle

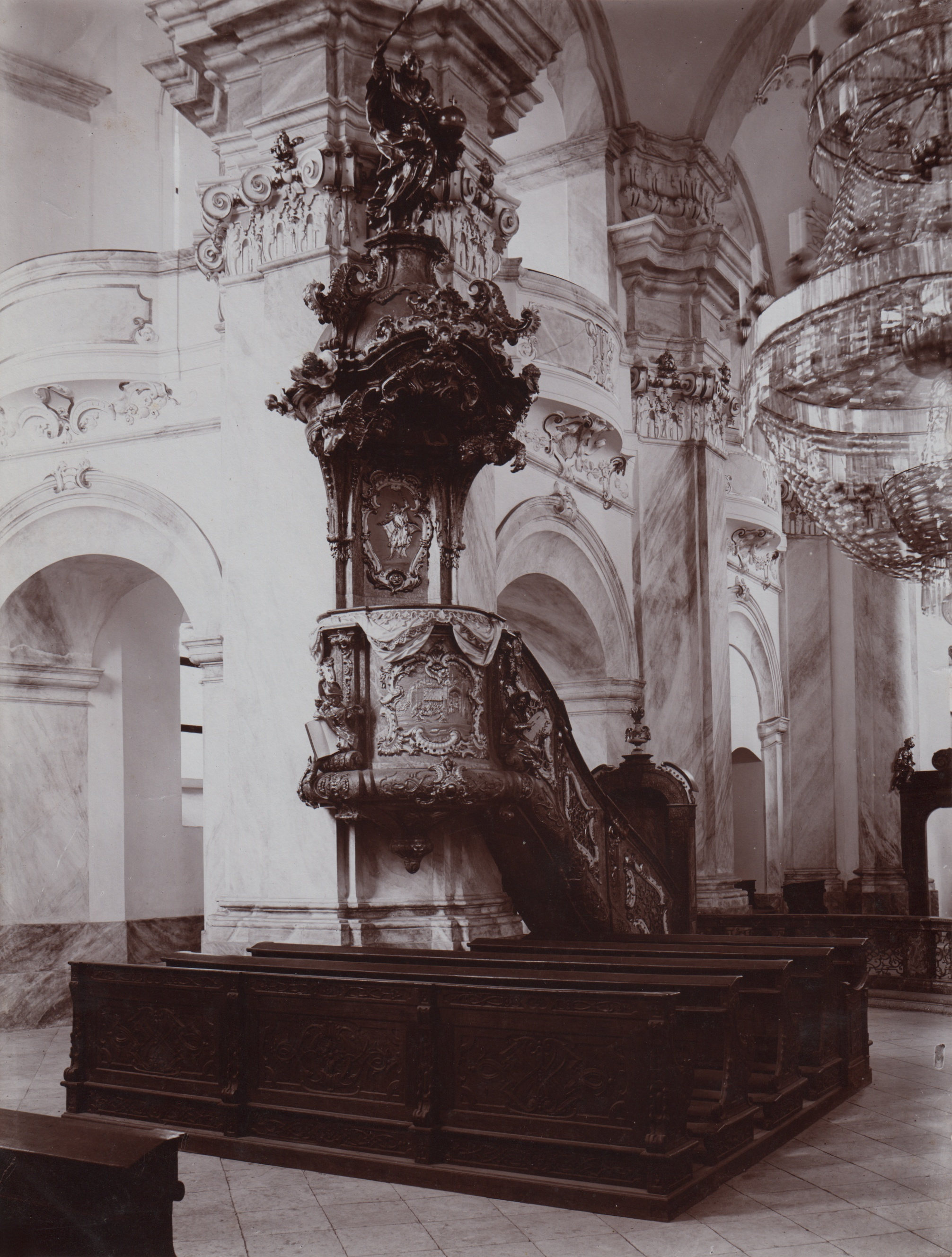
Interno della navata col pulpito in un'immagine di inizio XX secolo

Il territorio di Zlonice era già abitato in epoca preistorica e la prima menzione del villaggio risale al IX secolo. Il villaggio in origine fu possedimento reale e venne menzionato anche nel 1318 quando il signore era Jaroslav di Libušín, detto Medvěd di Zlonice. Nell'anno 1721 la città fu acquistata dal conte Filip Vchynský di Vchynice. Con i Vchynský iniziò un'opera urbanistica importante, in particolare venne eretta la chiesa Barocca dell'Assunzione della Vergine Maria, la sua canonica e le statue presso il ponte di pietra.
Il cantiere per la costruzione della chiesa fu aperto nel 1727, il progetto fu affidato a František Kaňka e Ferdinand Hubner e per il sito venne scelta la posizione dove era stata edificata la precedente chiesa gotica. Il cantiere venne chiuso nel 1735. La sistemazione degli interni venne affidata a Josef Klein che vi lavorò dal 1738 al 1746. Alla fine del XIX secolo la struttura venne restaurata e leggermente modificata dall'archietto Friedrich Ohmann.

## Descrizione

### Esterni
La chiesa si trova a Zlonice, comune della Boemia Centrale in Repubblica Ceca, a brevissima distanza dal castello. Sorge su un terrazzo in leggero pendio. L'edificio è circondato dall'area dell'ex cimitero che è delimitata da un muro con tre porte. Le scale di accesso sono monumentali e conducono al cancello principale nella parte nord ovest del complesso e anche al cancello secondario nella parte nord est. La chiesa mostra orientamento tradizionale e la facciata barocca è fortemente articolata e caratterizzata da lesene che nella parte inferiore sono in coppia. Il portale di accesso presenta una cornice decorata scultoreamente sormontato in asse dalla grande finestra che porta luce alla sala. Ai lati della finestra vi sono due nicchie con statue. Le due torri campanarie gemelle si trovano in posizione arretrata ai lati dell'abside. La copertura del tetto è mansardata.

### Interni
La navata interna è unica, la pianta è a croce greca. Il dipinto del soffitto della navata è opera di Adolf Liebscher mentre la decorazione scultorea proviene è di Josef Klein. 

### Monumento culturale della Repubblica Ceca
La tutela dei monumenti della Repubblica Ceca considera la chiesa dell'Assunzione della Vergine Maria di Zlonice un monumento culturale tutelato col numero di catalogo 1000131723.

## Nella cultura di massa
Antonín Dvořák visse da giovane a Zlonice e mantenne la memoria delle campane della chiesa dell'Assunzione della Vergine Maria. La sua Sinfonia n. 1, nota anche come Le campane di Zlonice, venne infatti dedicata alla cittadina e alle sue campane.